# Willy Hof
Willy Hof (* 15. November 1880 in Limburg an der Lahn; † 20. September 1956 in Ober-Ramstadt) war ein deutscher Industrieller und Verkehrsplaner. Als Geschäftsführer des Vereins zur Vorbereitung der Autostraße Hansestädte–Frankfurt–Basel (HaFraBa) sowie Vorstandsvorsitzender der Nachfolgerin Gesellschaft zur Vorbereitung der Reichsautobahn leistete er einen wesentlichen Beitrag zum Autobahnbau in Deutschland.

## Leben
Geboren als Sohn des Limburger Cognacbrenners Gustav Hof, machte Hof nach einer kaufmännischen Lehre ab 1899 eine Ausbildung am Elektrotechnischen Institut in Berlin.
1904 ging Hof als technischer Kaufmann zu den Elektrotechnischen Werken Carl Sevecke nach Höchst am Main, deren Leitung er drei Jahre später übernahm. In dieser Zeit baute er sich ein Kontaktnetzwerk in Technik und Wirtschaft in ganz Europa auf. Ab 1909 war er an diversen Unternehmen und Gesellschaften aus dem Bergbau im Umkreis von Frankfurt am Main beteiligt, so leitete er fast 15 Jahre lang die oberhessischen Bauxitwerke.
Nachdem er im Ersten Weltkrieg seine Beteiligungen in Österreich, Frankreich und England verlor, konnte er anschließend seine Geyserit- und Bauxitwerke weiter ausbauen. Durch seine damit verbundene Reisetätigkeit sowie seine Aktivitäten als Amateurrennfahrer erhielt Hof einen Überblick über den Stand des Straßensystems Mitteleuropas.
Daraus entwickelte er die Vision von ausschließlich dem Autoverkehr vorbehaltenen Straßen, die er erstmals 1923 in Baden-Baden der Öffentlichkeit vorstellte. Er nahm Kontakt zu dem italienischen Ingenieur Piero Puricelli auf, der bereits in Oberitalien Autobahnen gebaut hatte. Aus der 1926 gegründeten Studiengesellschaft für Autobahnbau ging noch im selben Jahr der Verein zur Vorbereitung der Autostraße Hansestädte–Frankfurt–Basel (HaFraBa) hervor, dessen Geschäftsführer Hof wurde.
Nach der Machtergreifung wurde Hof 1933 Direktor des Unternehmens Reichsautobahn sowie Vorstandsvorsitzender der gleichgeschalteten Gesellschaft zur Vorbereitung der Reichsautobahn. Beide Posten verlor er aufgrund seiner politischen Einstellung wieder, bevor es zur Durchführung der Bauvorhaben kam.
Anschließend war Hof wieder in der Privatindustrie aktiv und war nach Ende des Zweiten Weltkriegs an der Wiederbegründung der Automobilclubs in Deutschland beteiligt.
Von 1910 bis 1925 war Hof mit Hedwig Kirchhoff verheiratet, mit der er zwei Söhne hatte. Nach einer kurzen kinderlosen zweiten Ehe mit Ada Haugg (1892–1925) heiratete er 1933 Barbara Gertrude Röth (1903–1991). Aus dieser Ehe gingen ein Sohn und zwei Töchter hervor.